# ファドリケ・アルフォンソ・デ・カスティーリャ
ファドリケ・アルフォンソ・デ・カスティーリャ（Fadrique Alfonso de Castilla, 1334年? - 1358年）は、カスティーリャ王アルフォンソ11世と愛妾レオノール・デ・グスマンの庶子。セビリアで生まれた。初代アーロ卿。第25代サンティアゴ騎士団長（在任：1342年 - 1358年）。生年に諸説あり、エンリケ・デ・トラスタマラ（のちのエンリケ2世）の双生児の弟とも、1歳年下の弟ともいわれている。

## 生涯
1351年に母レオノールが処刑されると、兄弟のエンリケ、テリョ、サンチョとともに、異母弟ペドロ1世に反旗を翻した（第一次カスティーリャ継承戦争）。ファドリケはカスティーリャ貴族の反乱に加わったが、ペドロと和解し、王家の密使に任じられて国境でペドロの婚約者ブランシュ・ド・ブルボン（のちの王妃）に面会した。
1354年、ポルトガル国境警備に就き、ペドロの信頼を失った前宰相ジョアン・アロンソ・アルブケルケと、ペドロを裏切るための交渉をした。トレドの住民はファドリケを援助し、彼は700人の兵士を引き連れて現れた。戦いはわずかな期間のみで回避され、ペドロは譲歩し、ファドリケを宮廷の要職に就けた。ファドリケは、王の愛妾マリア・デ・パディーリャの叔父フアン・フェルナンデス・デ・イネストロサを仲介に立て、王に見せかけの許しを請い、受け入れられた。その間、兄エンリケはフランスへ亡命し、カスティーリャ王位簒奪の援助を求めて活動していた。
ペドロは、ファドリケをセビリアの王城へ招き、そこで彼に死を命じた。ファドリケは逃れようと王城の庭へ駆け込んだが捕らえられた。別の言い伝えでは、ペドロ自身がファドリケを殺したといわれている。

## 子女
ファドリケは、カスティーリャ貴族のレオノーラ・デ・アングロと結婚していたが、子供はなかった。
愛人パロマ（ポルトガル王アフォンソ1世に重用されたユダヤ人ヤヒア・ベン・アリの子孫）との間には3人の庶子がいた。
- アルフォンソ・エンリケス（1354年 - 1429年） - 初代メディナ・デ・リオ・セコ卿
- ペドロ・エンリケス（1355年 - 1400年） - 初代トラスタマラ伯、カスティーリャの第2代警察長官。
- レオノーラ・エンリケス（1357年 - 1382年） - カスティーリャの陸軍元帥ディエゴ・ゴメス・サルミエントの妻

アルフォンソの子孫に、アラゴン家のアラゴン王フアン2世の後妻でフェルナンド2世の母であるフアナ・エンリケスがいる。